# 작은두꺼비
작은두꺼비(학명: Strauchbufo raddei)는 두꺼비과에 속한 양서류이다. 동북아시아에 분포한다. 본디 두꺼비속으로 분류되었으나, 몇 년 동안 Pseudepidalea속으로 분류되었다가 작은두꺼비속(Strauchbufo)으로 옮겨졌다.

## 어원
종명인 raddei는 독일의 박물학자 구스타프 라데의 이름을 땄다.

## 지리적 분포
작은두꺼비는 중국 북부, 몽골, 그리고 러시아 극동의 대부분 지역에 분포하며, 북한의 평안도 지역에도 서식한다. 특히 중국과 러시아의 아무르강 유역에서 흔하게 발견된다.

## 형태
작은두꺼비는 비교적 작으며, 성체는 주둥이에서 항문까지의 길이(SVL)가 9 cm를 넘지 않는다.

## 서식지
작은두꺼비는 다양한 서식지에 분포하며 종종 건조한 지역에서 발견되고, 모래 흙을 선호한다. 이 종은 알라샨 사막의 표본을 기반으로 처음 기술되었다. 이 종은 고도 2700 m 이상이나 600 m 이하에서는 서식하지 않는다. 가장 북쪽에 있는 개체군은 러시아 바이칼호의 올혼섬에 있다.
작은두꺼비는 소금물에 들어가는 것으로 알려진 몇 안 되는 양서류 중 하나이다.

## 번식
작은두꺼비의 짝짓기철은 지역 기후에 따라 3월에서 7월 사이이다. 알은 보통 얕은 웅덩이에 낳으며, 웅덩이가 마르면서 많은 올챙이가 죽는다. 작은두꺼비는 땅속에서 겨울잠을 자는데, 보통 굴 깊이가 2 m까지 되는 구멍에서 무리를 지어 지낸다.

## 먹이
성체가 된 작은두꺼비는 특히 건조한 지역에서 개미를 먹이로 선호한다. 또한 거미와 딱정벌레도 먹는다.

## 분류
작은두꺼비는 2006년 Pseudepidalea속이 정의되기 전에는 두꺼비속(Bufo)으로 분류되었다. 2010년에는 Pseudepidalea가 Bufotes의 하위 이명임이 밝혀졌다. 작은두꺼비는 2012년에 자체 속인 작은두꺼비속(Strauchbufo)으로 옮겨졌다.